# Trongisvágsfjørður
Koordinaten: 61° 32′ 41″ N, 6° 47′ 39″ W
Der Trongisvágsfjørður [ˈtɹɔnʤɪsvɔksˌfjøːɹʊr] ist ein Fjord der Färöer an der Ostküste der Südinsel Suðuroy.

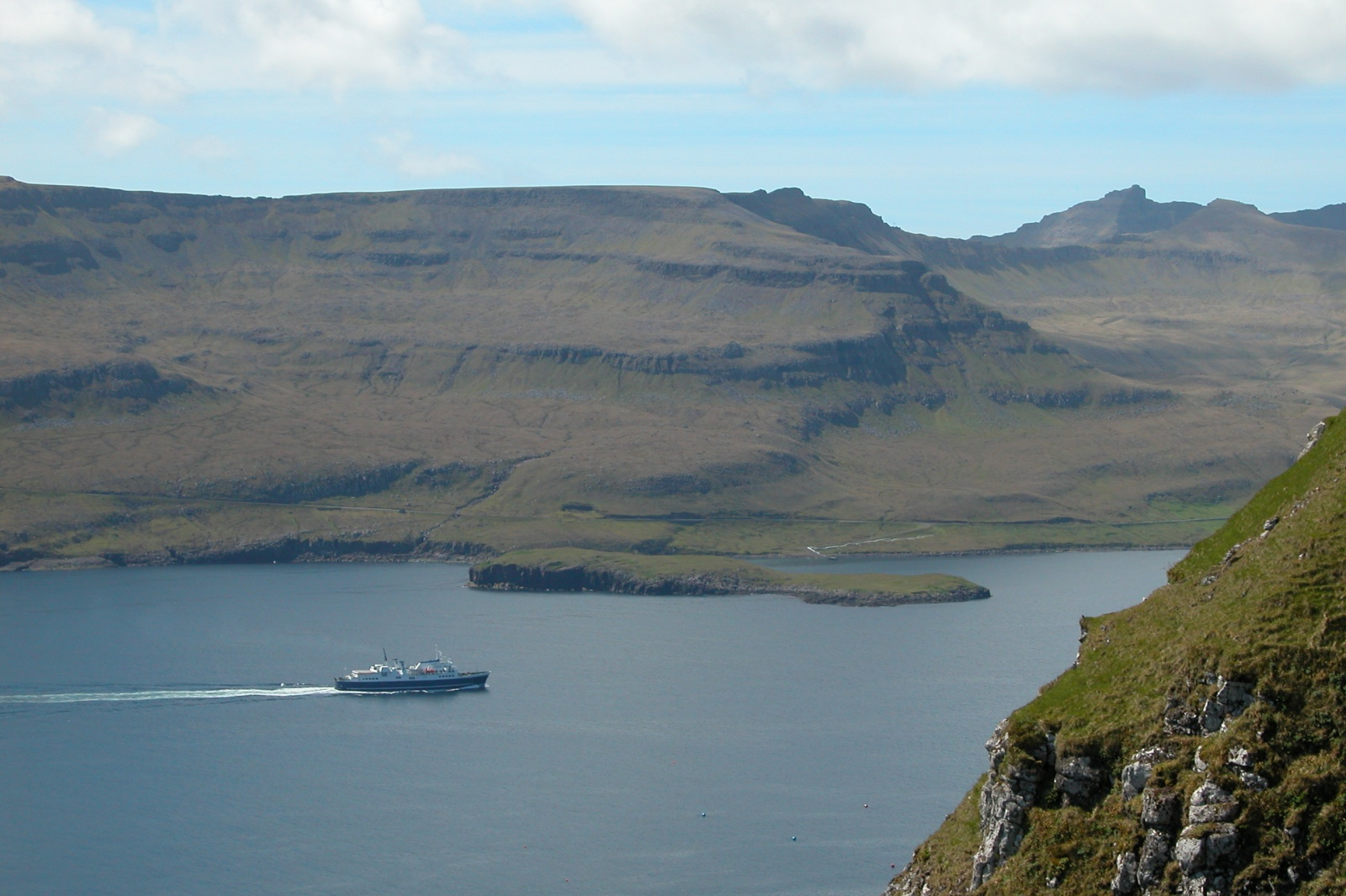
Blick von der Fjordmündung bei Froðba Richtung Süden auf den Tjaldarvíkshólmur und das unbewohnte äußere Südufer östlich von Oyravík. Die Fähre Smyril nimmt Kurs auf den Hafen Drelnes.

Der Fjord schneidet sich etwa 7 km tief von Südost nach Nordwest ins Land. Hier befindet sich das größte Ballungsgebiet von Suðuroy: Froðba (187 Ew. im Februar 2005) am nördlichen Ufer der Fjordmündung, westlich davon die Stadt Tvøroyri (1.170 Ew.), am Ende des Fjordes Trongisvágur (410 Ew.), am Südwestufer dann Øravíkarlíð (67 Ew.) und schließlich Øravík (38 Ew.), was zusammen 1.872 Einwohner sind, oder ca. 2/5 der Inselbevölkerung. Unweit des Endes des Fjordes dehnt sich der Viðarlundin í Trongisvági aus, einer der größten Wälder der Färöer.
Der Fjord bildet seit alters her einen günstigen natürlichen Hafen. Der Tjaldavíkshólmur am Südufer der Fjordmündung diente schon zur Wikingerzeit auf den Färöern als Zeltplatz der Bauern, die sich hier zum várting versammelten. 
Der Monopolhandel über die Färöer eröffnete im 19. Jahrhundert eine Filiale in Tvøroyri, was das Wachstum zu einer richtigen kleinen Stadt begründete. Das Linienschiff Smyril (heute in der 5. Generation eine hochmoderne Autofähre) verkehrt seit Ende des 19. Jahrhunderts und verbindet so die Südinsel mit dem Rest des Nordatlantik-Archipels. Der Fährhafen Drelnes befindet sich am Südwestufer bei Øravíkarlíð.

## Luftfahrtgeschichte
Große Aufregung herrschte am 29. August 1928 als der deutsche Luftfahrtpionier Wolfgang von Gronau mit seinem Wasserflugzeug auf dem Fjord wasserte. Es war erst das dritte Mal in der Geschichte der Färöer, dass ein Flugzeug zu Besuch kam, und für die Bewohner von Tvøroyri und Umgebung das erste Mal, dass sie ein Flugzeug zu Gesicht bekamen. Die Kinder sollen so aufgeregt wesen sein, dass sie grindaboð! (Grindwalalarm) riefen. Von Gronau soll ein verschwiegener Mann gewesen sein, und so erfuhren die Färinger nie, warum er auch in den Folgejahren öfters hierher flog und sogar Freundschaften knüpfte. Es wird aber vermutet, dass er, als Fluglehrer, Ausbildungsflüge für längere Atlantikreisen absolvierte. Wahrscheinlich dienten seine Färöer-Flüge aber der Vorbereitung zu seiner Nordatlantiküberquerung 1930 und der legendären Weltumrundung 1932.
Zwei andere Luftfahrtpioniere sind weltberühmt: Charles Lindbergh wasserte zusammen mit seiner Frau und Copilotin Anne Morrow Lindbergh 1933 auf dem Trongisvágsfjørður. Er war auf dem Weg, für Pan Am eine günstige Route New York-Kopenhagen herauszufinden. Es kam zu einem Menschenauflauf und eine Feier wurde angesetzt. Wegen des Todes ihres Sohnes im Jahr zuvor lehnten Lindbergh und seine Frau aber ab, und so gab es nur ein Essen im kleinen Kreis. Jørgen-Frantz Jacobsen arbeitete damals für die dänische Zeitung Politiken und wollte Lindbergh am nächsten Tag interviewen, aber jener wollte einfach seine Ruhe haben.
Doch eines hat Lindbergh den Färingern gelehrt: Nach seiner Auffassung sei der Trongisvágsfjørður der am besten geeignete Fjord der Färöer, um hier einen Wasserflugplatz für die Nordatlantikroute einzurichten. Fortan träumte man auf den Färöern von einem Anschluss an den modernen Flugverkehr, aber erst als die Färöer im Zweiten Weltkrieg von Großbritannien besetzt waren, bekamen die Färöer den Flughafen Vágar. Die Briten teilten Lindberghs Auffassung keineswegs, sondern fanden den Skálafjørður für geeigneter, entschlossen sich aber letztlich für den See Leitisvatn auf Vágar als Wasserflugplatz, solange die Landepiste noch nicht fertiggestellt war.
Bei Froðba befindet sich heute ein Hubschrauberlandeplatz, der das südliche Ende der Hubschrauberlinie von Tórshavn über Skúvoy und Stóra Dímun bildet.